# Ognjen Mršić
Ognjen Mršić (in serbo Огњен Мршић?; Zrenjanin, 13 febbraio 1999) è un calciatore serbo, difensore del Novi Pazar.

## Caratteristiche tecniche
È un difensore centrale.

## Carriera
Cresciuto nel settore giovanile del Bačka B. Palanka, nel 2018 passa al ČSK Čelarevo dove rimane per due stagioni; nell'estate del 2020 viene acquistato dal Napredak Kruševac, con cui debutta in Superliga il 1º agosto in occasione del match perso 3-1 contro il Partizan.

## Statistiche
Statistiche aggiornate al 12 marzo 2022.

### Presenze e reti nei club
| Stagione        | Squadra           | Campionato      | Campionato | Campionato | Coppe nazionali | Coppe nazionali | Coppe nazionali | Coppe continentali | Coppe continentali | Coppe continentali | Altre coppe | Altre coppe | Altre coppe | Totale | Totale | Totale |
| Stagione        | Squadra           | Comp            | Pres       | Reti       | Comp            | Pres            | Reti            | Comp               | Pres               | Reti               | Comp        | Pres        | Reti        | Pres   | Reti   |        |
| --------------- | ----------------- | --------------- | ---------- | ---------- | --------------- | --------------- | --------------- | ------------------ | ------------------ | ------------------ | ----------- | ----------- | ----------- | ------ | ------ | ------ |
| 2020-2021       | Napredak Kruševac | SL              | 31         | 0          | CS              | 0               | 0               |                    | -                  | -                  |             | -           | -           | 31     | 0      |        |
| 2021-2022       | Napredak Kruševac | SL              | 23         | 1          | CS              | 2               | 0               |                    | -                  | -                  |             | -           | -           | 25     | 1      |        |
| Totale carriera | Totale carriera   | Totale carriera | 54         | 1          |                 | 0               | 0               |                    | -                  | -                  |             | -           | -           | 56     | 1      |        |